# Foho Melemuga
Der Foho Melemuga (kurz: Melemuga) ist ein Berg in der osttimoresischen Gemeinde Bobonaro. Er liegt im Südwesten des Südterritoriums des Sucos Guenu Lai (Verwaltungsamt Cailaco), in der Aldeia Melemaga. Der Melemuga hat eine Meereshöhe von 851 m. Auf dem Berg befindet sich das kleine Dorf Melemaga. Westlich und südlich fällt das Land deutlich tiefer herab zu verschiedenen kleinen Wasserläufen. Nach Norden führt ein Bergrücken zu einem zweiten Gipfel mit einer Höhe von 827 m